# Euclidia consors
Euclidia consors är en fjärilsart som beskrevs av Butler 1878. Euclidia consors ingår i släktet Euclidia och familjen nattflyn. Inga underarter finns listade i Catalogue of Life.